# Village People (álbum)
Village People es el álbum debut de la agrupación estadounidense Village People, publicado el 11 de julio de 1977. La canción "San Francisco (You've Got Me)" logró ingresar en el Top 50 del Reino Unido, ubicándose en la posición No. 45.

## Lista de canciones
| N.º | Título                               | Duración |  |
| 1.  | «San Francisco (You've Got Me)»      | 5:19     |  |
| 2.  | «In Hollywood (Everybody Is a Star)» | 5:27     |  |
| 3.  | «Fire Island»                        | 5:49     |  |
| 4.  | «Village People»                     | 5:41     |  |

## Listas de éxitos
| Lista (1977–78)                | Posición |
| ------------------------------ | -------- |
| Australia                      | 21       |
| Canadá                         | 70       |
| Japón                          | 88       |
| Estados Unidos (Billboard 200) | 54       |
| Estados Unidos (R&B/Hip-Hop)   | 36       |